# Mundian To Bach Ke
"Mundian To Bach Ke" (ਮੁੰਡਿਆਂ ਤੋਂ ਬੱਚ ਕੇ, muṇḍiāṁ tōṁ bac kē), još poznata i pod nazivom "Beware of the Boys (Mundian To Bach Ke)", je bangra pjesma koju izvodi pendžabski muzičar Labh Janjua, a remiks je napravio Panjabi MC 2002. godine. Pesma je doživela svetski uspeh, osvojivši prvo mesto na top listi u Italiji i Belgiji (Valonija), a visoko se plasirala na top listama i u mnogim drugim zemljama.

## Tekst i muzika
Pored uobičajenih karakteristika bangra muzike, u pesmi je takođe korištena deonica za bas iz tematske pesme za TV seriju Knight Rider iz 1982. godine, koju su napisali Glen A. Larson i Stu Filips. Tekst pesme je na pendžabskom jeziku. Video spot za pesmu je snimljen na ulicama glavnog grada Malezije, Kuala Lumpura.